# Lokomotiva HF

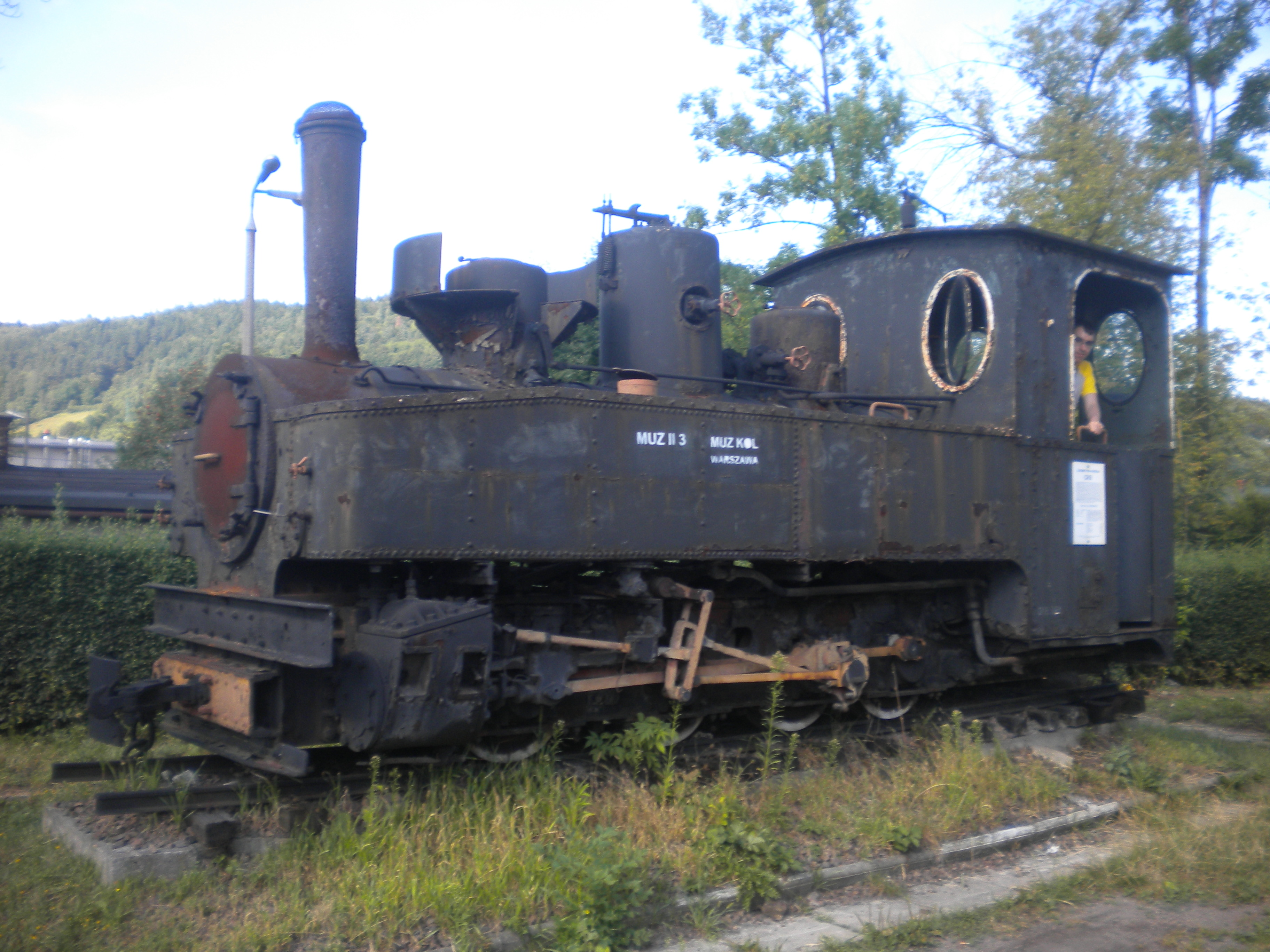
Lokomotiva CK9

Lokomotiva HF (Heeresfeldbahn Brigadelokomotive) je německá parní lokomotiva úzkorozchodné dráhy, vyráběná v letech 1903 až 1919 v továrně Henschel & Sohn v Kasselu. 
Lokomotivy tohoto typu byly používány především k přepravě zboží při výrobě a zpracování dřeva na lesní železnici, zřídka na osobní přepravu. Bylo vyrobeno asi 2500 kusů.